# Maumtrasna
Maumtrasna (iriska: Mám Trasna) är ett berg i republiken Irland.   Det ligger i grevskapet Maigh Eo och provinsen Connacht, i den nordvästra delen av landet, 220 km väster om huvudstaden Dublin. Toppen på Maumtrasna är 682 meter över havet. Maumtrasna ingår i Partry Mountains.
Terrängen runt Maumtrasna är huvudsakligen kuperad.Runt Maumtrasna är det mycket glesbefolkat, med 2 invånare per kvadratkilometer. Trakten runt Maumtrasna består i huvudsak av gräsmarker.